# Romano Battisti
Romano Battisti (født 21. august 1986 i Priverno) er en italiensk tidligere roer.
Battisti var med til at vinde bronze ved VM for U/23 i 2006 i otteren, og de to følgende år blev han U/23-verdensmester i firer med styrmand. I 2008 blev han desuden nummer to i firer uden styrmand ved EM. I 2012 kvalificerede han sig til OL sammen med veteranen Alessio Sartori i dobbeltsculler.
Ved OL 2012 i London blev italienerne nummer to i deres indledende heat og nummer tre i semifinaln. I finalen kom slovenerne Luka Špik og Iztok Čop bedst fra start, men midtvejs i løbet blev de overhalet af Battisti og Sartori, der dog mod slutningen måtte se sig overhalet af newzealænderne Nathan Cohen og Joseph Sullivan, der vandt guld, mens italienerne vandt sølv og slovenerne bronze.
Sammen med Sartori vandt Battisti EM-sølv senere samme år, og i 2013 var Sartori blevet udskiftet med Francesco Fossi, og det nydannede par blev europamestre dette år. Senere samme år vandt de VM-bronze, og i 2014 vandt de VM-sølv i dobbeltsculleren.
Fossi og Battisti deltog i samme bådtype ved OL 2016 i Rio de Janeiro, hvor de blev nummer tre i deres indledende heat og nummer to i semifinalen, inden de i finalen blev nummer fire, næsten fire sekunder fra en medaljeplads.
Ved EM i 2017 var han skiftet til dobbeltfireren, der vandt bronze, og i 2018 indstillede han sin elitekarriere.

## OL-medaljer
- 2012:  Sølv i dobbeltsculler